# النا والووا
النا والووا (روسی: Елена Александровна Валова؛ زادهٔ ۴ ژانویهٔ ۱۹۶۳) اسکیت‌باز نمایشی اهل شوروی بود.